# 水本久夫
水本 久夫（みずもと　ひさお）は、日本の数学者。理学博士（東京工業大学・課程博士・1958年）。広島大学名誉教授、川崎医療福祉大学名誉教授。初学者向け数学入門書を多数執筆。　　

## 経歴[1]
- 1929年　大阪市に生まれる。
- 旧制羽咋中学校卒業[2]。
- 1953年　金沢大学理学部数学科卒業。
- 1958年　東京工業大学大学院理工学研究科博士課程修了（理学博士）、東京工業大学助手。
- 1961年　岡山大学助教授。
- 1966年　岡山大学教授。
- 1977年　広島大学総合科学部教授。
- 1991年　広島大学名誉教授、川崎医療福祉大学教授。
- 2001年　川崎医療福祉大学名誉教授。

## 著書
- 多様体上の差分法(教育出版、1973)
- 工業数学(I)(森北出版、1976)
- 工業数学(II)(森北出版、1977)
- 関数論(朝倉書店、1979)
- エンジニアリングサイエンスのための有限要素法 理論篇、プログラム篇(共著、森北出版、1982)
- ラプラス変換入門(森北出版、1984)
- FORTRANによる境界要素法の基礎(共著、サイエンス社、1985)
- FORTRANによる数値計算法入門(共著、近代科学社、1986)
- パソコンによる数値計算法入門(共著、近代科学社、1986)
- 教養数学の基礎(培風館、1987)
- 解析学の基礎(培風館、1989)
- 線形代数学問題集 改訂版(培風館、1990)
- 微分積分と線形代数の基礎(培風館、1992)
- 微分方程式の基礎(培風館、1992)
- 微分積分学の基礎 改訂版(培風館、1993)
- 統計の基礎(培風館、1994)
- 微分積分学問題集 改訂版(培風館、1994)
- 基本線形代数(培風館、1995)
- 有限要素法へのいざない(培風館、1995)
- 基本微分積分(培風館、1996)
- 線形代数学の基礎 三訂版(培風館、2000)
- ベクトル解析の基礎(培風館、2001)
- 例と図で学べる微分積分(裳華房、2008)